# Woodiphora londti
Woodiphora londti är en tvåvingeart som beskrevs av Ronald Henry Lambert Disney 2004. Woodiphora londti ingår i släktet Woodiphora och familjen puckelflugor.
Artens utbredningsområde är Malawi. Inga underarter finns listade i Catalogue of Life.